# Das Land des Lächelns
Le Pays du sourire
Das Land des Lächelns (titre français : Le Pays du sourire) est une opérette romantique en trois actes composée par Franz Lehár d'après un livret en allemand de Ludwig Herzer et Fritz Löhner. La durée de sa représentation est d'environ 100 minutes.

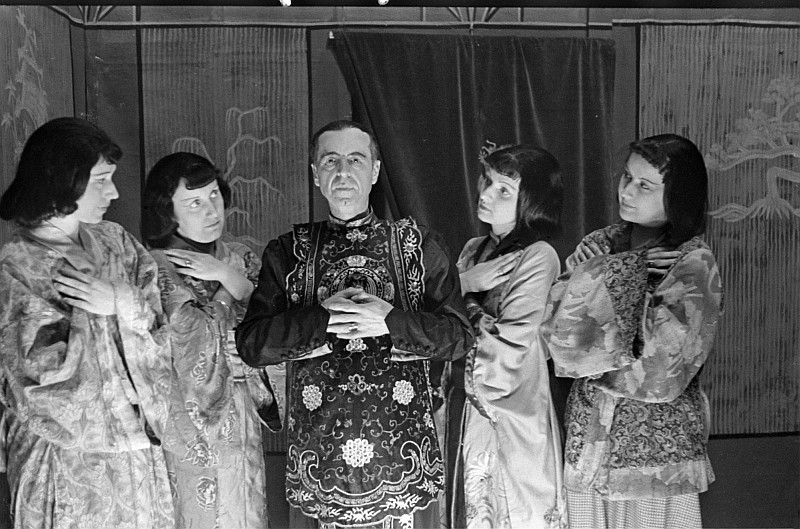
Le Pays du sourire au théâtre Kosmos de Berlin en septembre 1945 (photo : Abraham Pisarek).

Il s'agit de l'une des dernières œuvres de Lehár ; son dénouement de tonalité douce-amère rencontra un grand succès auprès du public viennois. Le titre est une allusion à la coutume chinoise de sourire quelles que soient les vicissitudes de la vie. Le personnage principal, le prince Sou-Chong interprète, au début du spectacle, un air intitulé « Immer nur lächeln » (« toujours sourire ») décrivant cette particularité.
La création de l'opérette dans sa première version sous le titre Die gelbe Jacke a eu lieu le 9 février 1923 à Vienne en Autriche ; sous le titre Das Land des Lächelns, l'œuvre a été créée le 10 octobre 1929 au Berliner Metropol-Theater à Berlin en Allemagne.
Le livret a été adapté en français par André Mauprey et Jean Marietti en 1931. La première en français eut lieu le 1er avril 1932 à Gand.

## Argument
L'action se déroule à Vienne et dans la Chine de 1912.

### Acte I
A Vienne, l'héroïne, la comtesse Lisa, épouse le prince chinois Sou-Chong, puis l'accompagne pour vivre avec lui dans son pays, malgré les mises en garde de ses amis et de sa famille.

### Acte II
A Pékin, elle se rend compte qu'elle est incapable de s'accommoder de la culture de son mari et surtout de sa polygynie. Bien que son mari s'efforce de la rassurer en lui déclarant qu'il s'agit d'une simple formalité, le malheur est inévitable et Lisa vit enfermée dans le palais. Son amour se change en haine.

### Acte III
Lisa regagne l'Autriche-Hongrie et Sou-Chong se retrouve seul. Sa sœur, la princesse Mi s'était de son côté attachée au diplomate viennois Gustav et le dénouement est ainsi doublement triste. Néanmoins, le prince respecte les usages : toujours sourire.

## LeTauberliedduPays du sourire
Servi à sa création par une riche mise en scène, le spectacle s'articulait en grande partie autour de la prestation du ténor Richard Tauber, un ami proche de Lehár, pour qui il avait pris l'habitude de composer un Tauberlied, c'est-à-dire un air spécialement dédié à ce chanteur, afin de mettre en valeur les qualités exceptionnelles de sa voix pour chacune de ses dernières opérettes. L'air écrit pour l'occasion, intitulé « Dein ist mein ganzes Herz » (« Tout mon cœur est à toi », plus connu en français sous le titre Je t'ai donné mon cœur) est probablement le plus célèbre de tous les Tauberlieder. Tauber lui-même le chanta lors d'une représentation à Londres, ce qui donna lieu à d'innombrables rappels.

## Rôles
| Rôle                            | Tessiture vocale | Distribution lors de la première (10 octobre 1929 ; direction : Franz Lehár) |
| ------------------------------- | ---------------- | ---------------------------------------------------------------------------- |
| Le prince Sou-Chong             | ténor            | Richard Tauber                                                               |
| Lisa                            | soprano          | Vera Schwarz                                                                 |
| Le comte Gustav von Pottenstein | tenor            | Willi Stettner                                                               |
| Lore                            | mezzo-soprano    |                                                                              |
| Mi                              | soprano          | Hella Kürty                                                                  |
| Tchang                          | baryton          | Adolf Edgar Licho                                                            |
| Fu Li                           | récitant         | Ernst Morgan                                                                 |